# لافيات (تونس)
36°48′42″N 10°10′51″E / 36.81167°N 10.18083°E

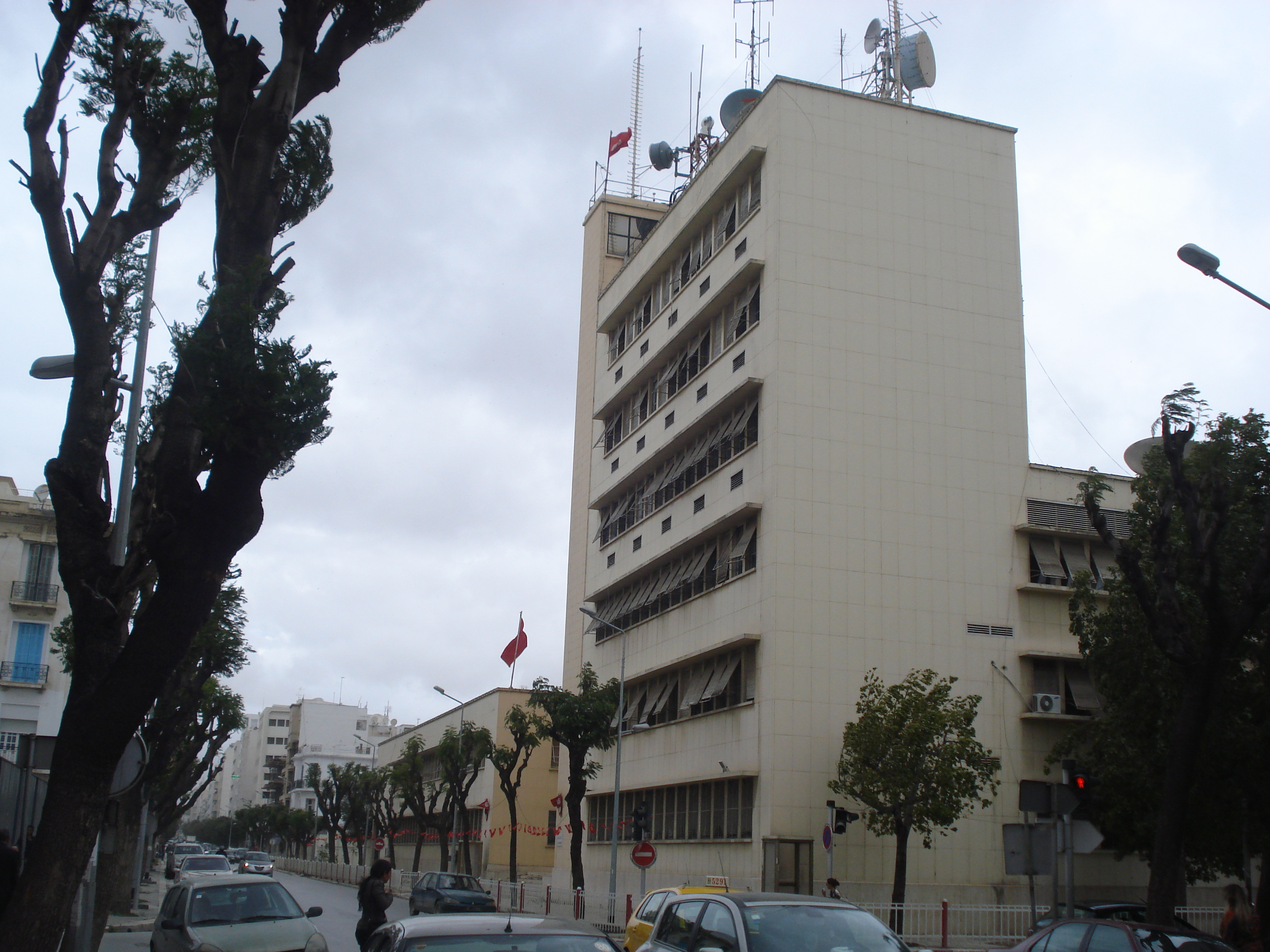
مقر الإذاعة الوطنية التونسية منذ 1954

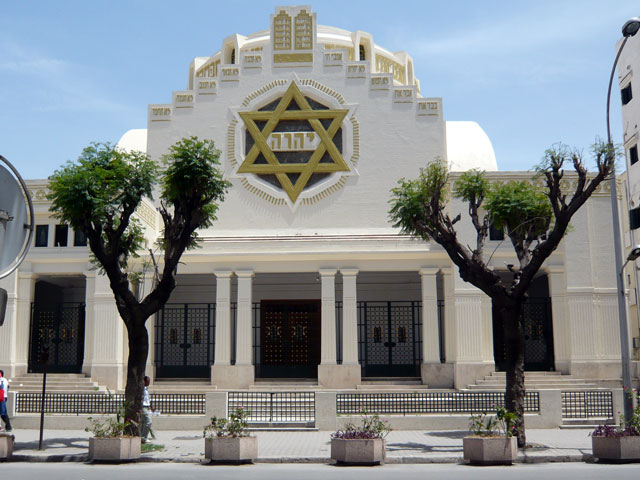
الكنيس اليهودي المتواجد في شارع الحرية، إحدى شوارع لافيات.

لافيات (بالفرنسية: Lafayette) هو أحد الأحياء المركزية للعاصمة التونسية، يقع شمال شارع الحبيب بورڨيبة ويتميز بمعماره الفرنسي.
يحده حي باب الخضراء غربا، شارع محمد الخامس شرقا، ومنطقة باب البحر جنوبا وحي البلفيدير شمالا.
ومن بين المباني الهامة في هذا الحي نجد كنيس تونس، مقر الإذاعة الوطنية التونسية و حديقة الحبيب ثامرالتي بنيت في موقع المقبرة اليهودية السابقة.

## المقرات
يوجد في الحي مقرات العديد من الهيئات والمنظمات والإدارات منها:
- وزارة الصناعة ووزارة التجارة.
- البنك الوطني الفلاحي.
- المركز الوطني للتكنولوجيات في التربية.
- بنك الأمان.
- وكالة النهوض بالصناعة والتجديد.
- الوكالة الوطنية للتشغيل والعمل المستقل.
- المجمع الكيميائي التونسي.
- المؤسسة التونسية للأنشطة البترولية.
- البنك التونسي للتضامن.
- مؤسسة المعهد الفرنسي بتونس.
- معهد بورقيبة للغات الحية.
- الوكالة الفنية للنقل البري.
- دار الإذاعة التونسية.
- المركز الوطني للتكوين المستمر والترقية المهنية.